# Sotirios Panajotopulos
Sotirios Panajotopulos (gr. Σωτήρης Παναγιωτόπουλος; ur. 5 stycznia 1930) – grecki zapaśnik walczący w obu stylach. Olimpijczyk z Helsinek 1952, gdzie odpadł w eliminacjach w kategorii do 57 kg, w stylu klasycznym.
Brązowy medalista igrzysk śródziemnomorskich w 1951 roku, w stylu wolnym.